# Włókna Purkiniego

Schemat przewodzenia bodźców w sercu oraz zapis EKG. Na przekroju mięśnia komór widoczne impulsy elektryczne przewodzone przez włókna Purkiniego

Włókna Purkiniego, włókna podwsierdziowe – tkanka zbudowana ze zmodyfikowanych komórek mięśnia sercowego odpowiedzialna za rozprowadzanie pobudzenia w ścianach komór serca. Układ włókien powstaje na skutek rozwidlenia się pęczka Hisa.
Nazwa eponimiczna włókien upamiętnia czeskiego anatoma i fizjologa Jana Evangelistę Purkyněgo, uważanego za ich odkrywcę.